# Ochthebius brevicollis
Ochthebius brevicollis är en skalbaggsart som först beskrevs av Baudi 1864.  Ochthebius brevicollis ingår i släktet Ochthebius och familjen vattenbrynsbaggar.

## Underarter
Arten delas in i följande underarter:
- O. b. brevicollis
- O. b. steinbuhleri